# Нова американська кухня
Нова американська кухня, також відома як сучасна американська кухня — хвиля модернізованої кухні, яка подається в елітних вишуканих ресторанах Сполучених Штатів, що виникла в 1980-х роках. Нова американська кухня, як правило, є підтипом кухні ф'южн, яка асимілює смаки з традиційних американських кулінарних технологій, змішаних з іноземними, а іноді й молекулярними гастрономічними компонентами. Часто акцент робиться на свіжих, місцевих і сезонних інгредієнтах, або так званих інгредієнтах «з ферми до столу».
Цей рух популяризували в 1990-х роках різні відомі кухарі, зокрема Вольфганг Пак, Джеремая Тавер, Еліс Вотерс і Джонатан Вексман.
Нова американська кухня відрізняється інноваційним використанням приправ і соусів. Спочатку ґрунтуючись на французькій, новій та традиційній американській кухнях, нова американська згодом прогресувала, увібравши в себе елементи середземноморської, латиноамериканської, азіатської та інших кухонь.